# Ologamasus foliatus
Ologamasus foliatus är en spindeldjursart som beskrevs av Wolfgang Karg 1976. Ologamasus foliatus ingår i släktet Ologamasus och familjen Ologamasidae. Inga underarter finns listade i Catalogue of Life.